# ポンポン

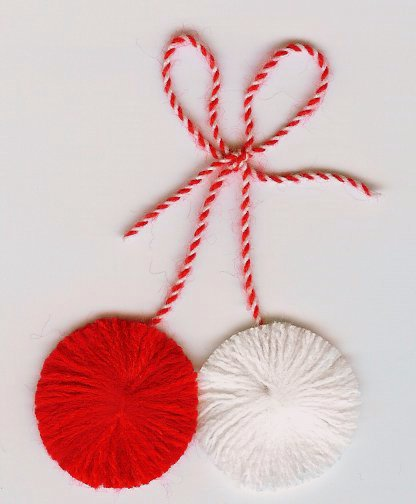
ポンポンを使ったブルガリアの飾り

ポンポンは、玉房状の飾りである。服飾の用語としては毛糸やリボン、毛皮などで作った小さな飾り玉のこと。切り玉である。英語ではボンボンとも呼ぶ。

## 概要
玉房状の飾りであるポンポンは室内装飾のほか、キーホルダー、携帯ストラップ、ニット帽、マフラー、シュシュなどにも用いられている。

## 語源
一般にはフランス語のpomponからの外来語と考えられている。フランス語では、玉房（たま・ぶさ）をポンポン（pompon）と呼ぶ。玉房とは先を丸くした房（ふさ）である。房とは花や実が実り垂れている様子、糸などを束ね先をたらした飾りである。

## 派生

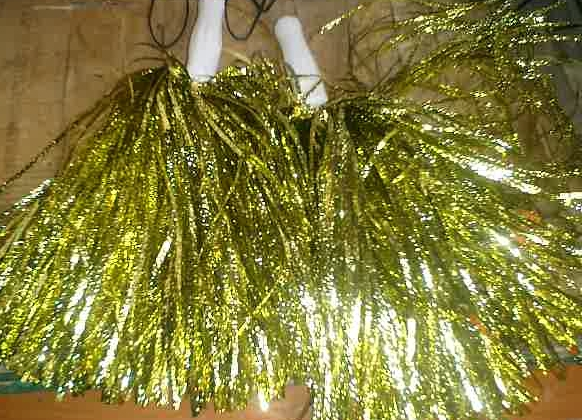
チアリーダーが使用するポンポン

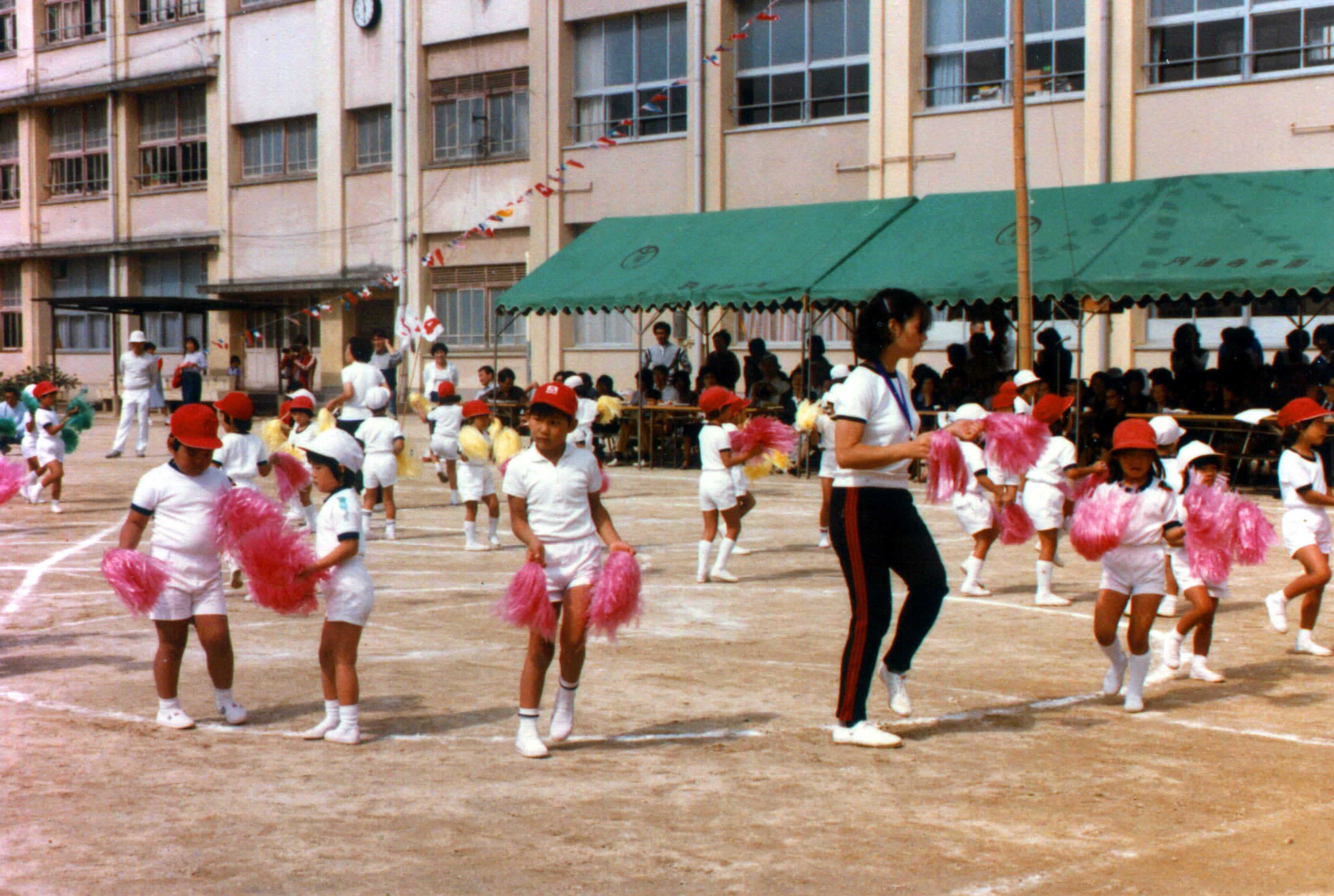
運動会でのポンポン（スズランテープ製）を使った踊りによる集団演技

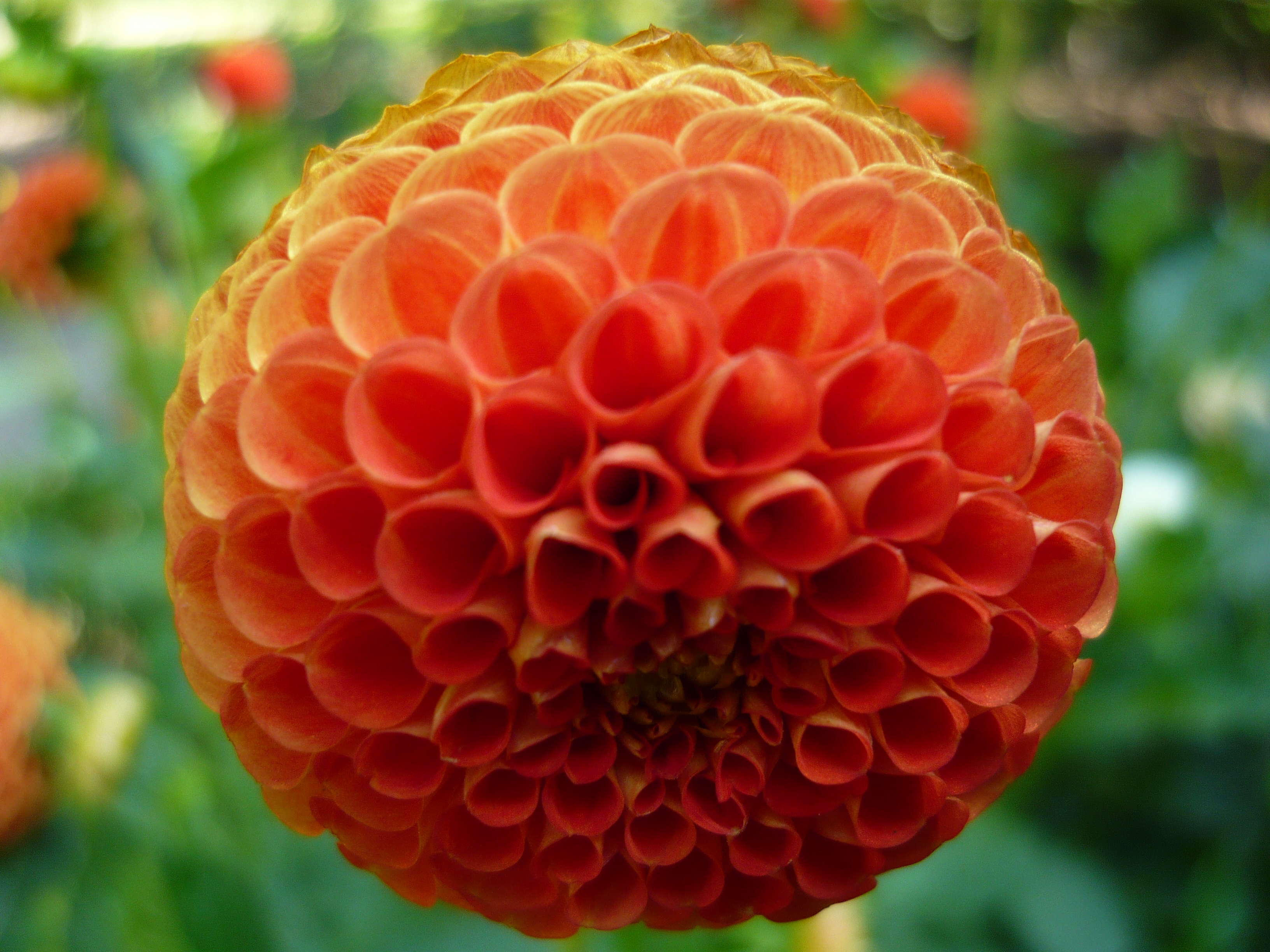
ポンポンダリア

上記の用法から派生して、チアリーダーなどが応援などで使用する用具やダリアの品種など、各種の玉房状のものを「ポンポン」と呼ぶことがある

### 応援用具
応援用具としてのポンポンは、1930年代にジム・ハズルウッドが考案した。この頃のポンポンはクレープ紙やティッシュペーパーなどの紙を使っており、劣化しやすく雨の日など悪天候の時は使用できなかった。
その後南メソジスト大学のチアリーダーで、全米チアリーダー協会の初代会長を務めたローレンス・ハーキマーは、ポンポンの持ち手が隠れるようにしたものに改良、更に1965年にはフレット・ガストフが材質を紙からビニールへと変更したものを開発した。
今日では二軸延伸ポリエステルフィルム（BoPET）製のものも用いられる。
また、日本では右記の画像のように、スズランテープによって作られたものを使用することもある。

## 擬音語・擬態語
フランス語由来と考えられている上記のポンポンとは別に、日本語では「ポンポン」は物や人の状態をさす擬音語、擬態語として用いられる。具体的には「跳ねる音」「無造作に言葉が出る様子」「膨らんだ様子」を指す。
また、擬音から派生して、焼玉エンジンを使った小型の船舶は「ポンポン船」と呼ばれる。
静岡県の方言では、ポンポンはオートバイを指す。詳しくは、本田技術研究所 (旧)。